# Hayashi Kazuaki
Kazuaki Hayashi (sinh ngày 29 tháng 7 năm 1976) là một cầu thủ bóng đá người Nhật Bản.

## Sự nghiệp câu lạc bộ
Kazuaki Hayashi đã từng chơi cho FC Tokyo và Mito HollyHock.